# Danh sách món xúp và món hầm Nhật Bản

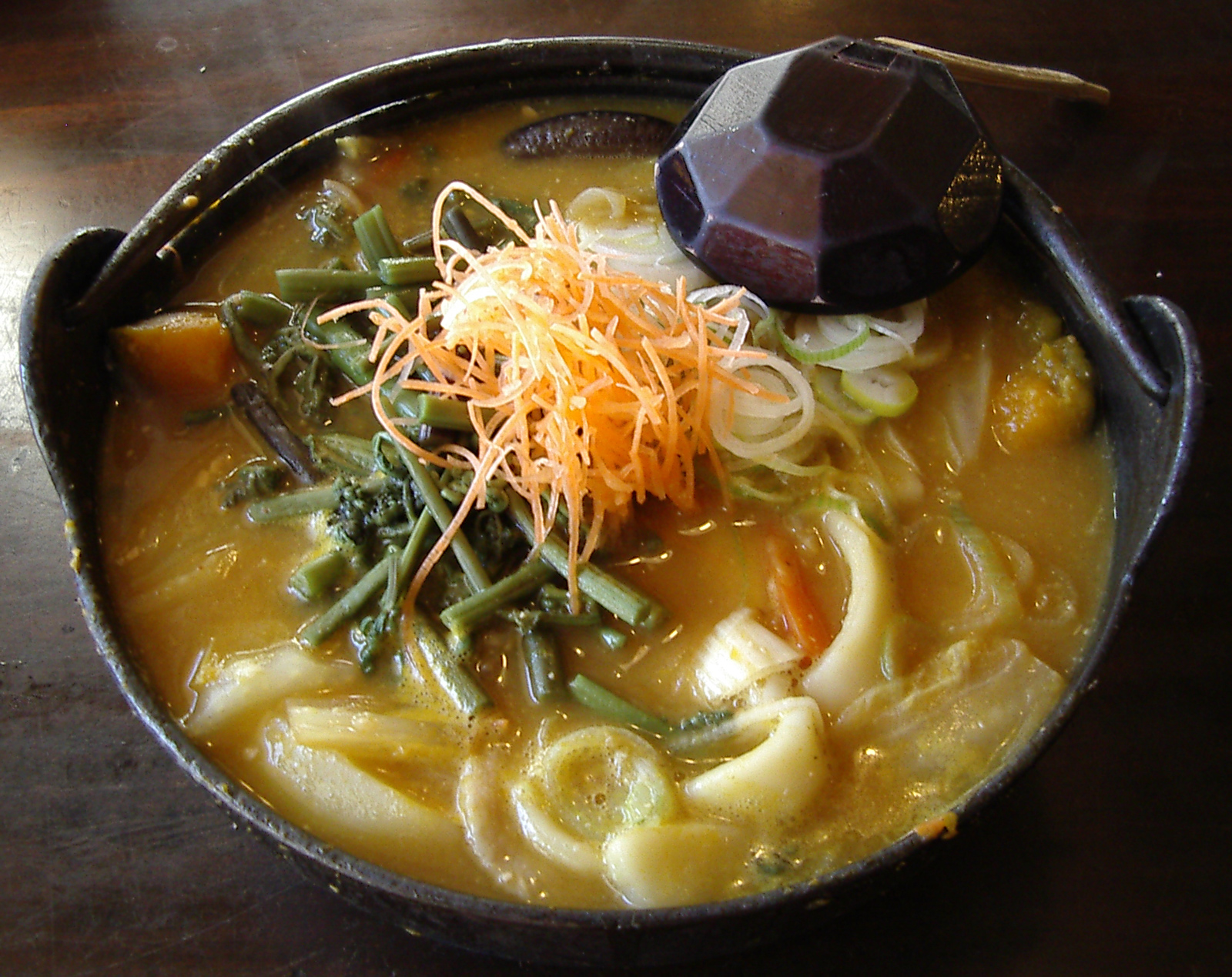
Hōtō (ほ う と) là một món ăn phổ biến địa phương có nguồn gốc từ Yamanashi, Nhật Bản được chế biến bằng cách hầm mì udon phẳng và rau trong xúp miso.

Đây là danh sách các món xúp và món hầm của Nhật Bản. Ẩm thực Nhật Bản là các món ăn, nguyên liệu chế biến và cách ăn của Nhật Bản. Cụm từ ichijū-sansai (一汁三菜 "một món canh xúp, ba món ăn kèm") dùng để chỉ trang điểm của một bữa ăn điển hình được phục vụ, nhưng có nguồn gốc từ ẩm thực kaiseki, honzen và yūsoku cổ điển. Thuật ngữ này cũng được sử dụng để mô tả khóa học đầu tiên được phục vụ trong ẩm thực kaiseki tiêu chuẩn hiện nay.

## Xúp và món hầm kiểu Nhật

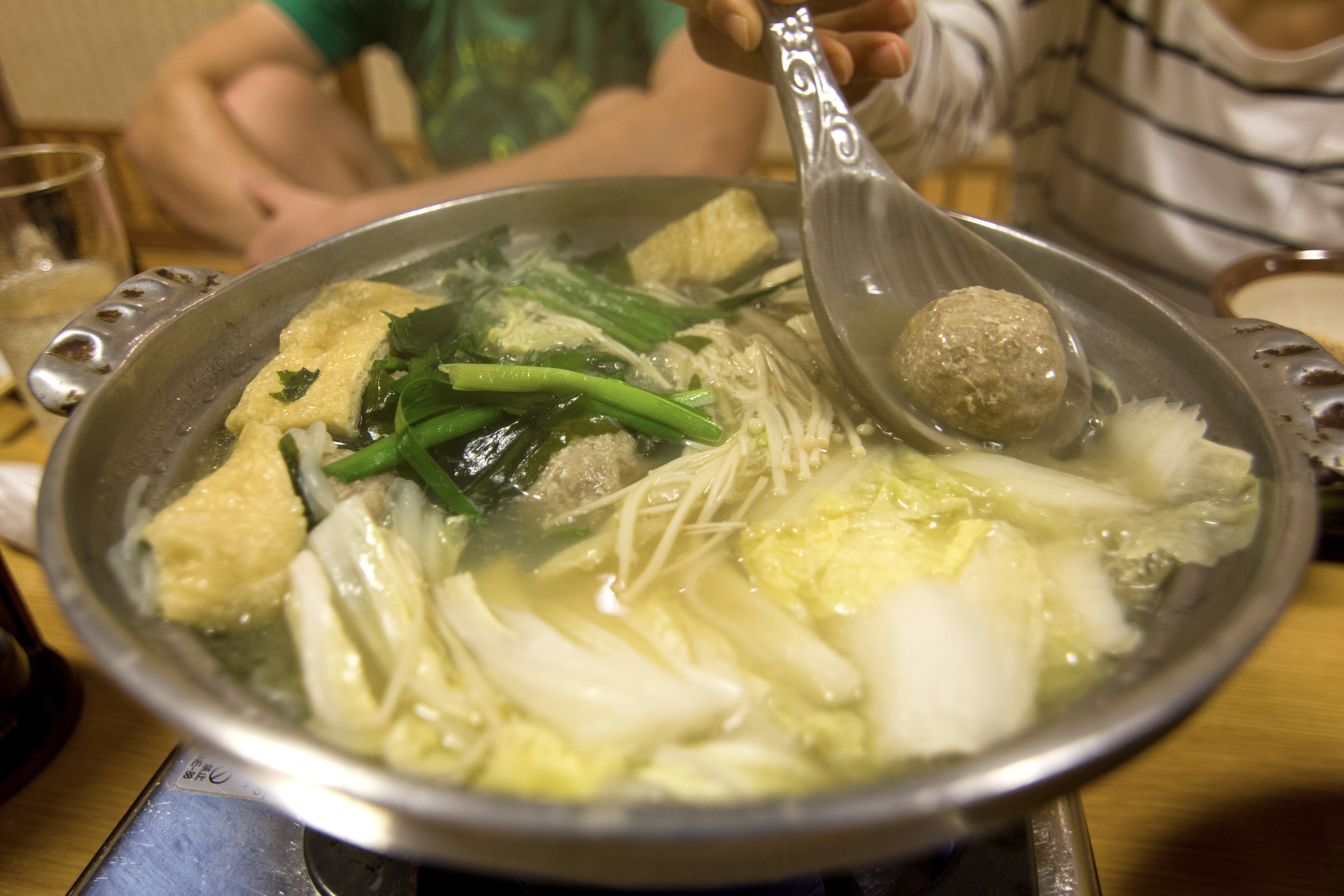
Chankonabe

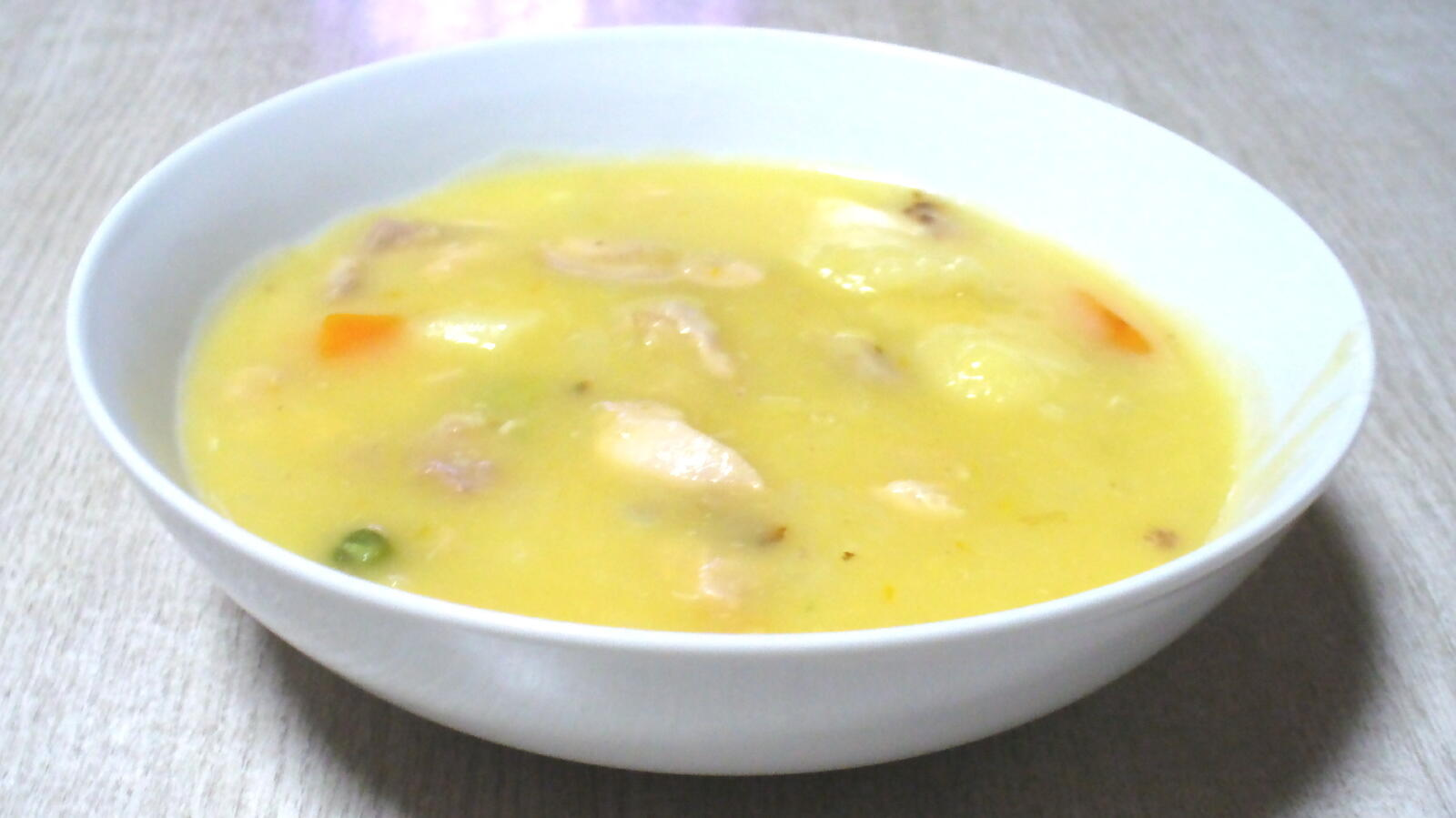
Xúp kem

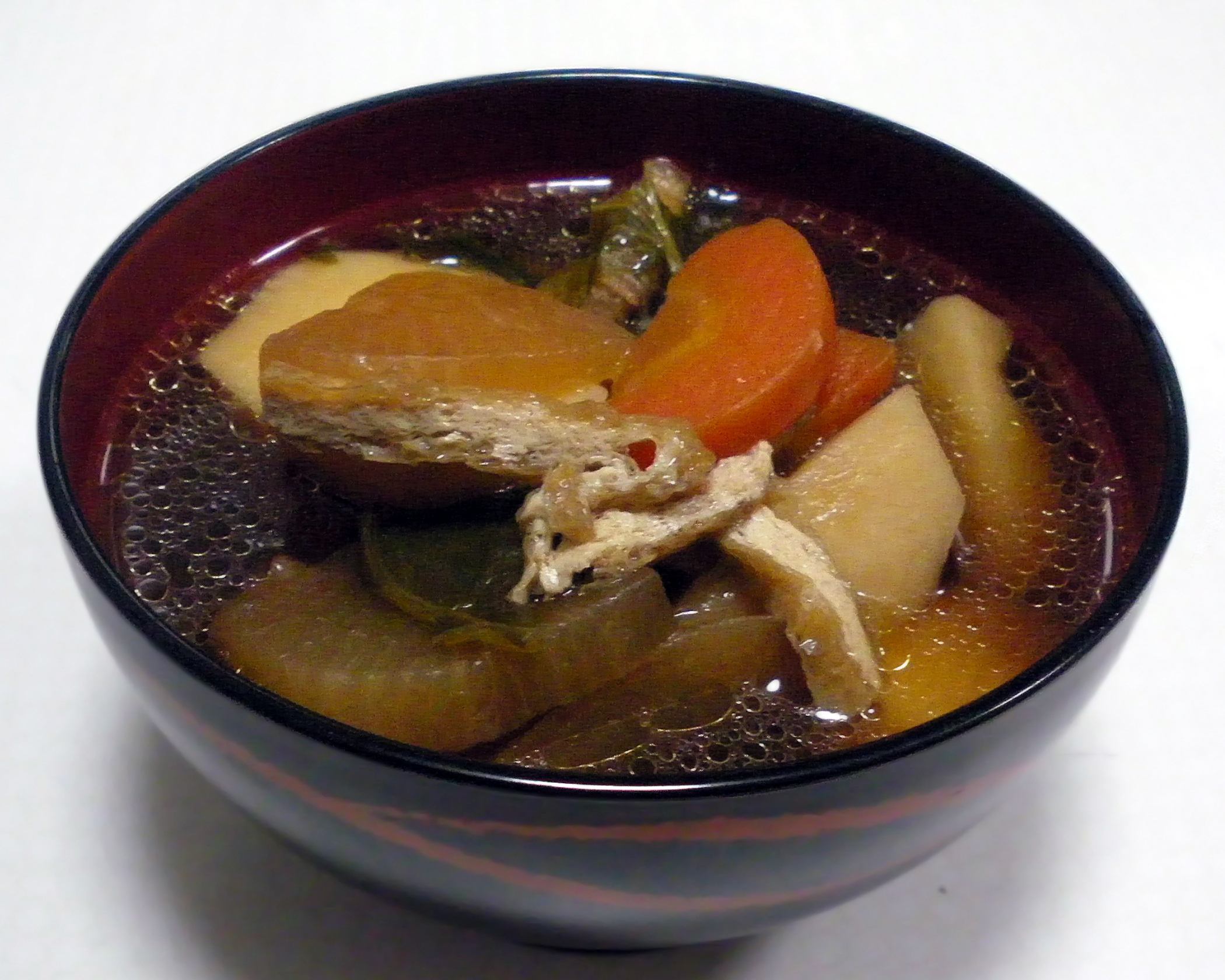
Kenchin jiru

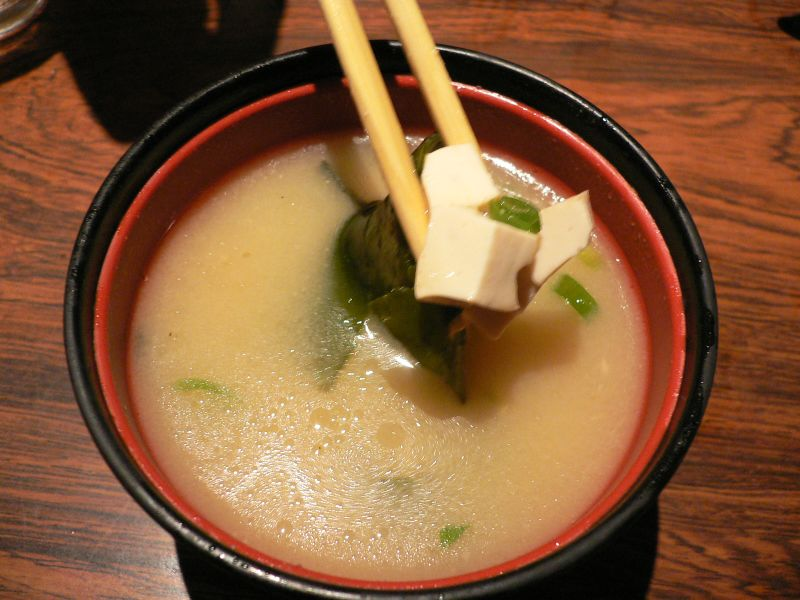
Xúp miso với đậu phụ

### Canh xúp /Shirumono
- Butajiru - Còn được gọi là tonjiru. Xúp được làm từ thịt lợn và rau, có hương vị miso.
- Dashi - một lớp xúp và kho nấu ăn được sử dụng trong ẩm thực Nhật Bản.
- Xúp cháo ngô ngọt.
- Kasujiru
- Kenchin jiru
- Xúp miso
- Noppe
- Ohaw
- Suimono - tên chung cho các món xúp truyền thống rõ ràng 
  - Ushiojiru - xúp ngao
- Torijiru - xúp gà
- Zenzai - Ở tỉnh Okinawa, nói đến xúp đậu đỏ được phục vụ trên đá bào với mochi
- Zouni

### Mì xúp
- Champon - Món mì là một món ăn của vùng Nagasaki, Nhật Bản.
- Hōtō - Món ăn vùng được chế biến bằng cách hầm mì udon phẳng và rau trong xúp miso.
- Mì gói
  - Cup Noodles
- Soba Okinawa
- Mì Ramen
  - Tonkotsu ramen
- Mì Udon - nhiều biến thể, bao gồm cả mì udon Kitsune với aburaage (cục đậu phụ chiên giòn ngọt) ở trên

### Hầm /Nimono
- Xúp kem - món ăn Yōshoku bao gồm thịt và rau trộn nấu trong roux trắng dày.
- " Gyusuji Nikomi " hoặc Motsu Nikomi
- Nikujaga
- Zosui

### Lẩu/Nabemono
- Chankonabe - Món hầm thường được các đô vật sumo ăn như một phần của chế độ ăn kiêng tăng cân.
- Fugu chiri - cá nóc
- Harihari-nabe - thịt cá voi và mizuna
- Imoni - thịt bò và khoai tây
- Kiritanpo
- Motsunabe
- Oden
- Lẩu shabu-shabu
- Sukiyaki

Món xúp và món hầm Nhật Bản
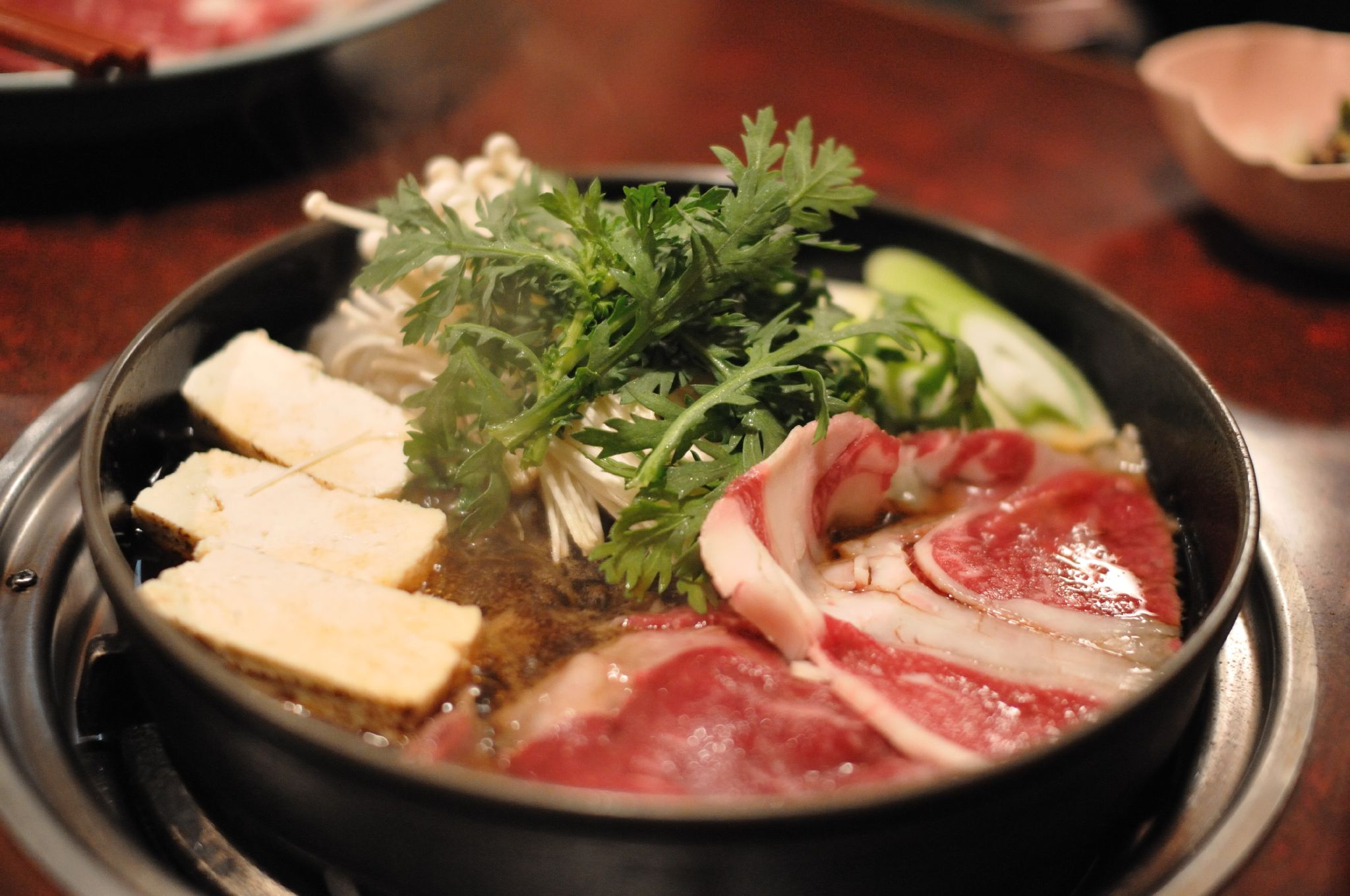
Sukiyaki
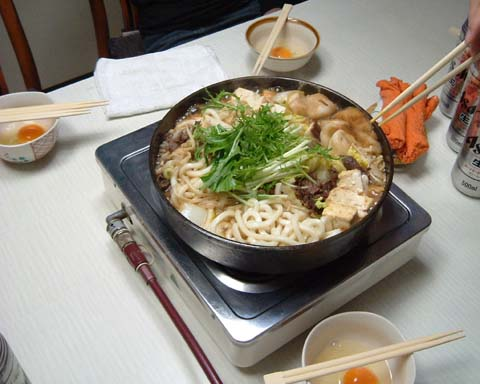
Nabemono
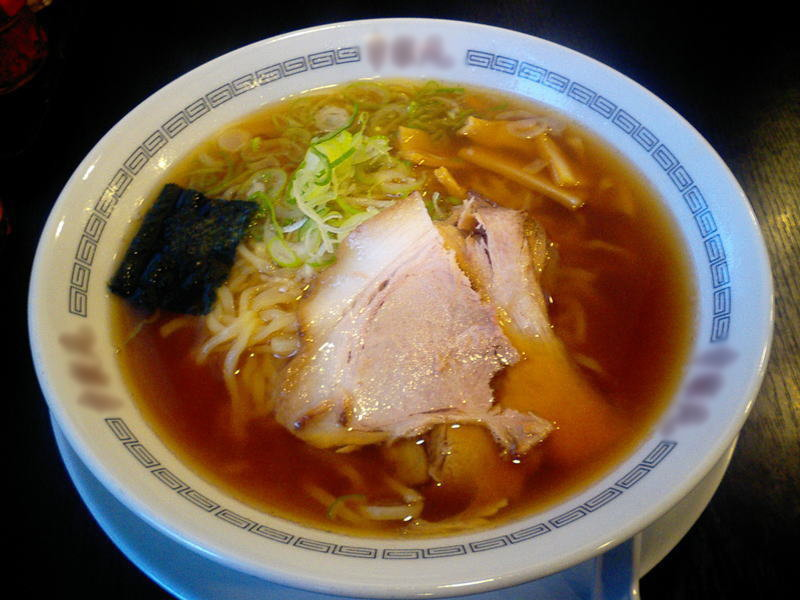
Ramen
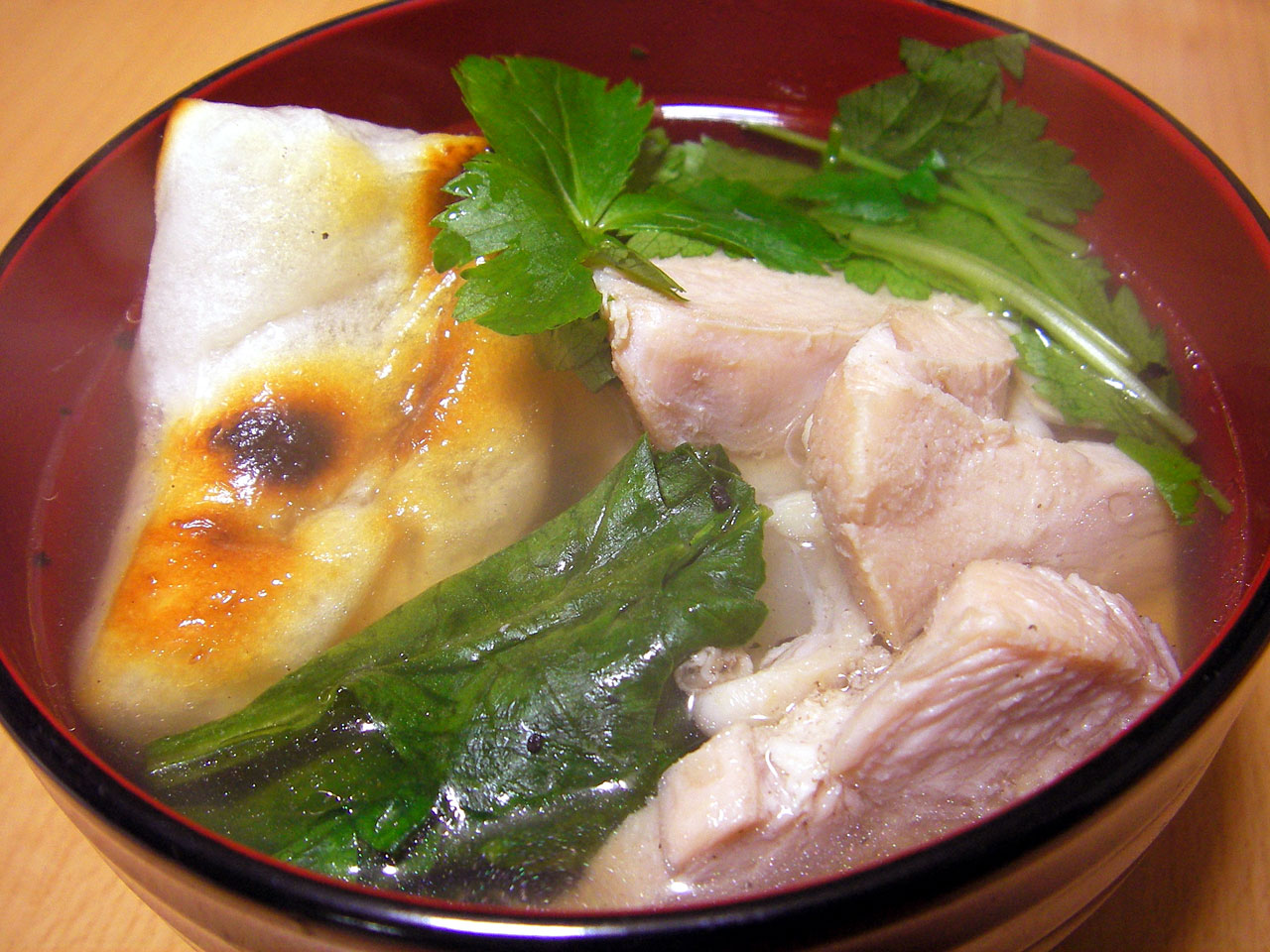
Zōni